# VIS Bezimeni
VIS Bezimeni jedna je od prvih rock skupina iz Zagreba.
Sastav je osnovala grupa srednjoškolaca, na svom maturalnom putovanju u Poreč. 

## Povijest
Sastav je bio poznat po tome što je neobično dobro skidao repertoar tada vrlo popularnih Hurricansa i Champsa, a i po vrlo dobrim interpretacijama Chucka Berryja od strane Janka Mlinarića - Troolya. Par sezona nastupali su na plesu u Medicinaru, koji je bio njihov lokalni plesnjak. Godine 1964. grupa se raspala, zbog raznoraznih razloga, daljnje školovanje, vojska, posao.

## Tonski zapisi
- nastup u tv emisiji Mendo Mendović, (Televizija Zagreb)
- 20 000 milja ispod mora, (Radio Zagreb)